# Rallye Dakar 2009
Navigation
Édition précédente Édition suivante
Le Rallye Dakar 2009 est le 31e Rallye Dakar. Pour la première fois depuis la création de ce rallye-raid, la compétition se dispute hors d'Europe et d'Afrique. Cette décision, prise en février 2008, fait suite aux menaces d'attaques d'une branche d'Al-Qaïda en Mauritanie sur des pilotes français. Cela avait amené l'annulation du Dakar 2008.
Le départ a été donné le 3 janvier à Buenos Aires. Il se termina le 17 janvier à Buenos Aires après 9 578 km de course.

## Participants
500 véhicules sont présents dans cette édition avec 217 motos, 177 autos, 81 camions et 25 quads, soit 837 participants.
| Étape | Auto | Moto | Camion | Quad |
| ----- | ---- | ---- | ------ | ---- |
| 1     | 177  | 217  | 81     | 25   |
| 2     | 173  | 213  | 80     | 25   |
| 3     | 170  | 201  | 80     | 24   |
| 4     | 160  | 182  | 78     | 24   |
| 5     | 151  | 171  | 74     | 24   |
| 6     | 141  | 158  | 67     | 19   |
| 7     | 127  | 158  | NC     | 19   |
| 8     | 121  | 141  | 65     | 15   |
| 9     | 116  | 137  | 62     | 14   |
| 10    | 109  | 128  | 61     | 14   |
| 11    | 109  | 128  | 61     | 14   |
| 12    | 89   | 118  | 56     | 14   |
| 13    | 93   | 118  | 55     | 14   |
| 14    | 92   | 116  | 55     | 13   |

### Pilotes notables
| - Nasser Al-Attiyah - Carlos Sainz - Giniel de Villiers - Stéphane Peterhansel - Luc Alphand - Dieter Depping - Robby Gordon | - Eliseo Salazar - Yvan Muller - Tom Coronel - Tim Coronel - Ukyo Katayama - Takuma Aoki | - Krzysztof Hołowczyc - Miki Biasion - Nani Roma - Mark Miller - Alister McRae - Hiroshi Masuoka |

## Étapes
Le Rallye Dakar 2009 comporte 14 étapes, 10 démarrent en Argentine et 4 partent du Chili. La course débute à Buenos Aires et forme une boucle de 9 578 km dont 5 652 de spéciales. La onzième étape a été annulée.
| Étape | Date            | Départ                        | Arrivée                       | Total (km)                    | Spéciale (km)                 |
| ----- | --------------- | ----------------------------- | ----------------------------- | ----------------------------- | ----------------------------- |
| 1     | 3 janvier 2009  | Buenos Aires                  | Santa Rosa                    | 733                           | 371                           |
| 2     | 4 janvier 2009  | Santa Rosa                    | Puerto Madryn                 | 837                           | 273                           |
| 3     | 5 janvier 2009  | Puerto Madryn                 | Ingeniero Jacobacci           | 694                           | 616                           |
| 4     | 6 janvier 2009  | Ingeniero Jacobacci           | Neuquén                       | 488                           | 459                           |
| 5     | 7 janvier 2009  | Neuquén                       | San Rafael                    | 763                           | 506                           |
| 6     | 8 janvier 2009  | San Rafael                    | Mendoza                       | 625                           | 395 178                       |
| 7     | 9 janvier 2009  | Mendoza                       | Valparaíso                    | 816                           | 419                           |
|       | 10 janvier 2009 | journée de repos à Valparaíso | journée de repos à Valparaíso | journée de repos à Valparaíso | journée de repos à Valparaíso |
| 8     | 11 janvier 2009 | Valparaíso                    | La Serena                     | 652                           | 294                           |
| 9     | 12 janvier 2009 | La Serena                     | Copiapó                       | 537                           | 449                           |
| 10    | 13 janvier 2009 | Copiapó                       | Copiapó                       | 686 476                       | 666 1                         |
| 11    | 14 janvier 2009 | Copiapó                       | Fiambala                      | 680                           | 215 0                         |
| 12    | 15 janvier 2009 | Fiambala                      | La Rioja                      | 518                           | 253                           |
| 13    | 16 janvier 2009 | La Rioja                      | Córdoba                       | 753                           | 545                           |
| 14    | 17 janvier 2009 | Córdoba                       | Buenos Aires                  | 792                           | 227                           |

## Résultats

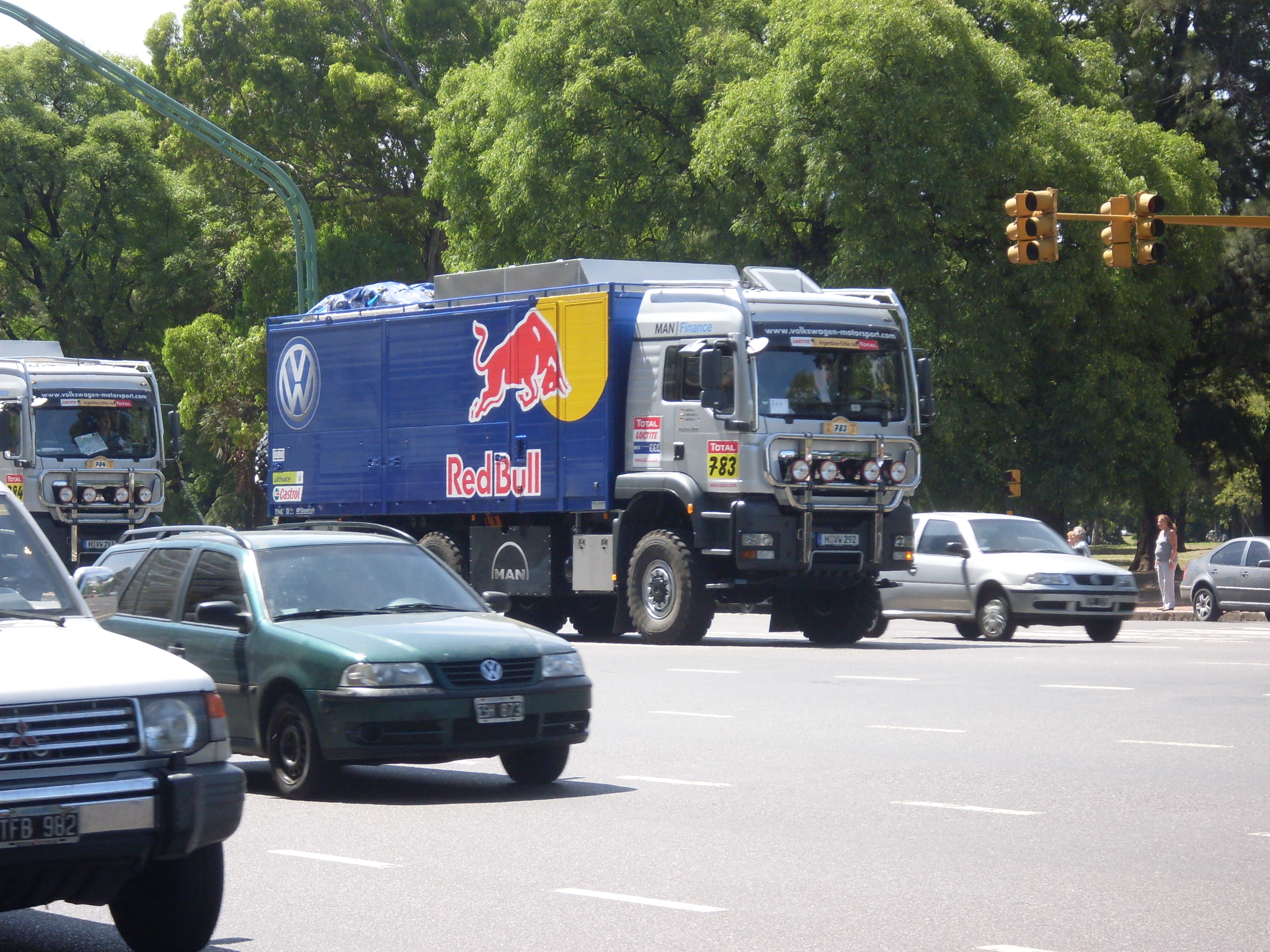
Les camions d'assistance arrivent à Buenos Aires, mélangés à la circulation
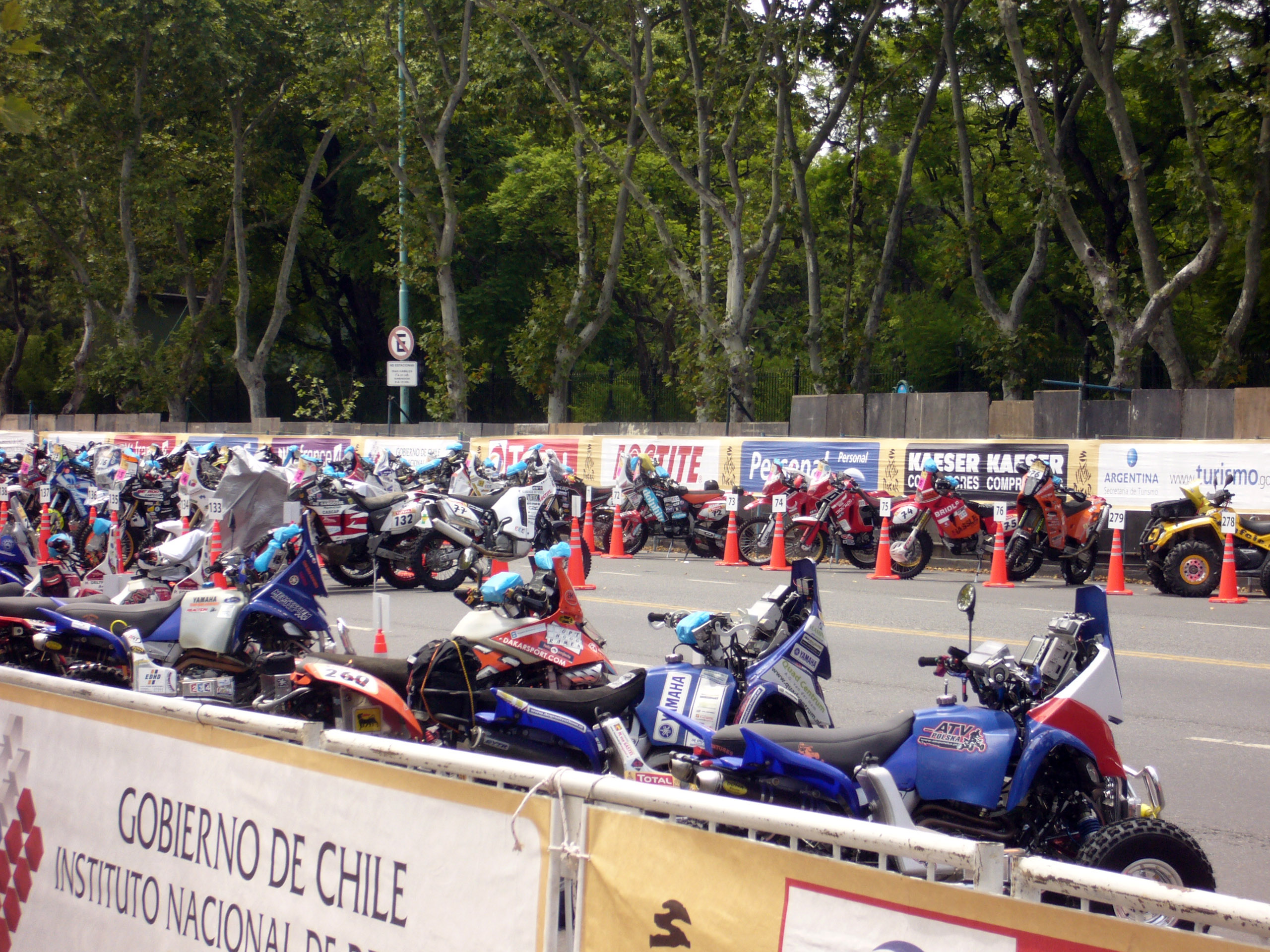
Les motos du Dakar stationnées à Palermo avant le départ du rallye
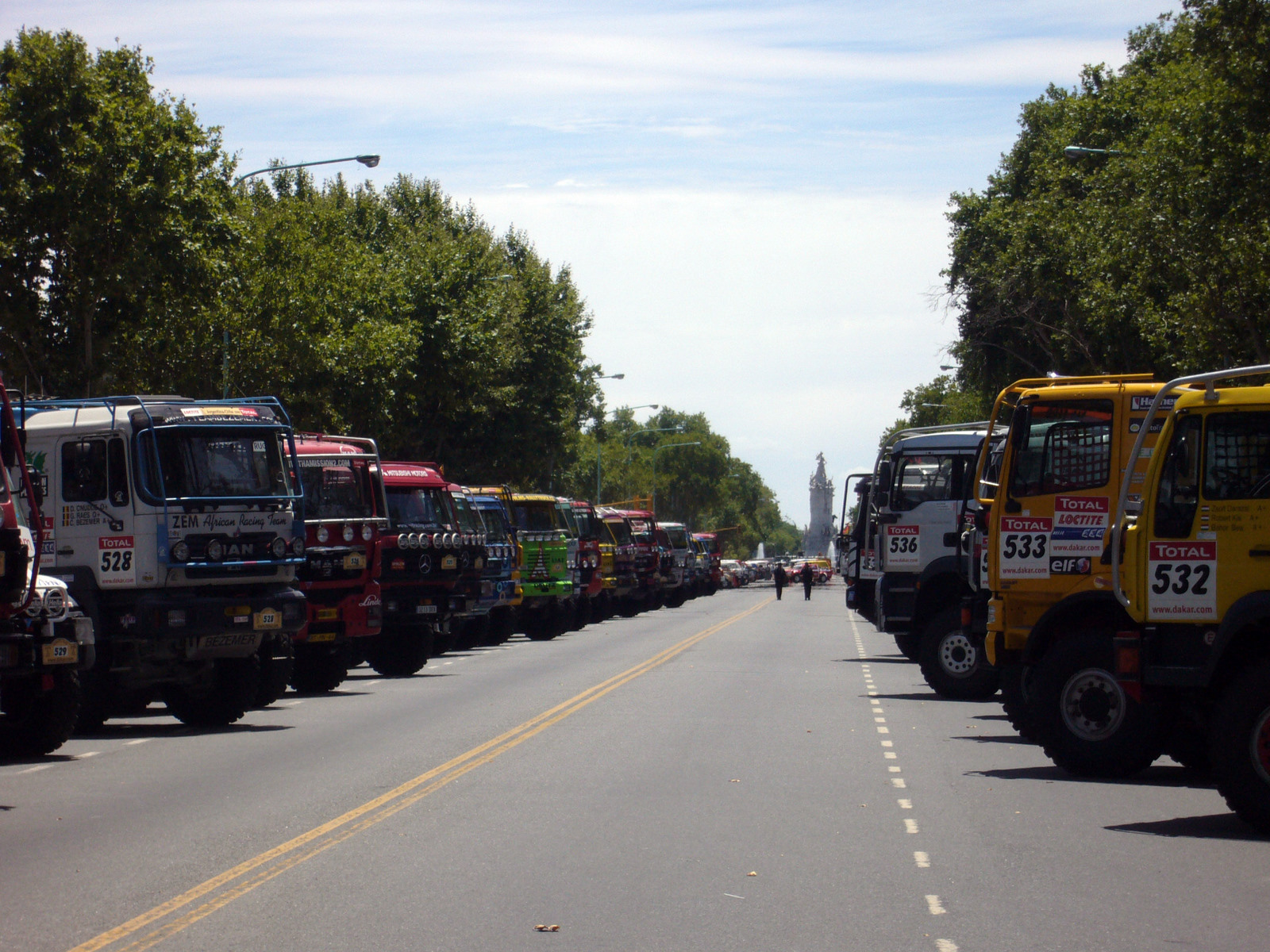
Les camions du Dakar stationnés à Palermo avant le départ du rallye

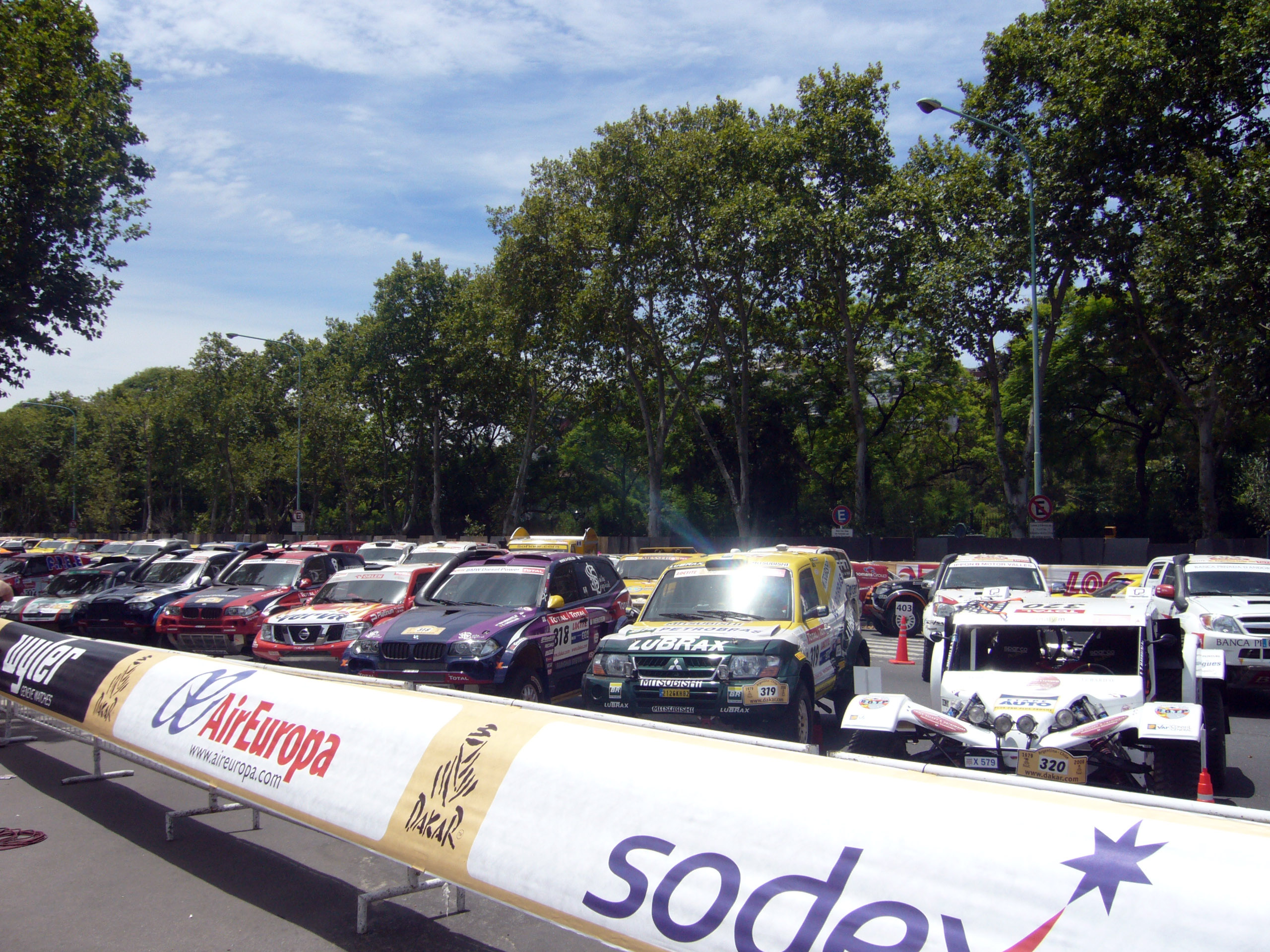
Les autos du Dakar stationnés à Palermo avant le départ du rallye
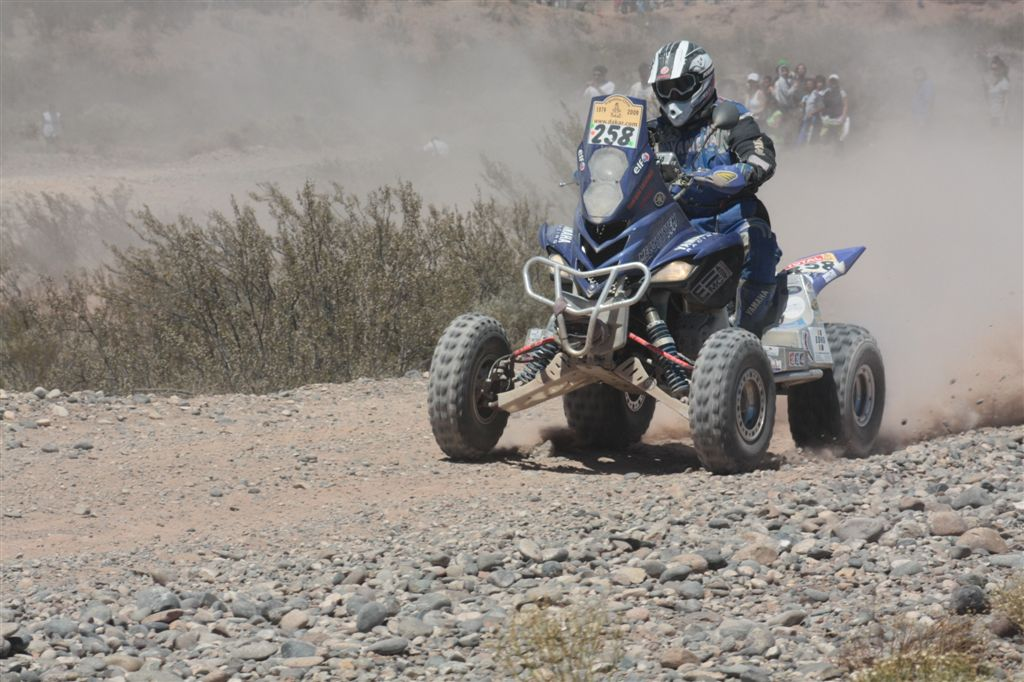
Le français Christophe Declerck remporte la première étape sur sa Yamaha, il étrenne ainsi le premier classement Quad du rallye
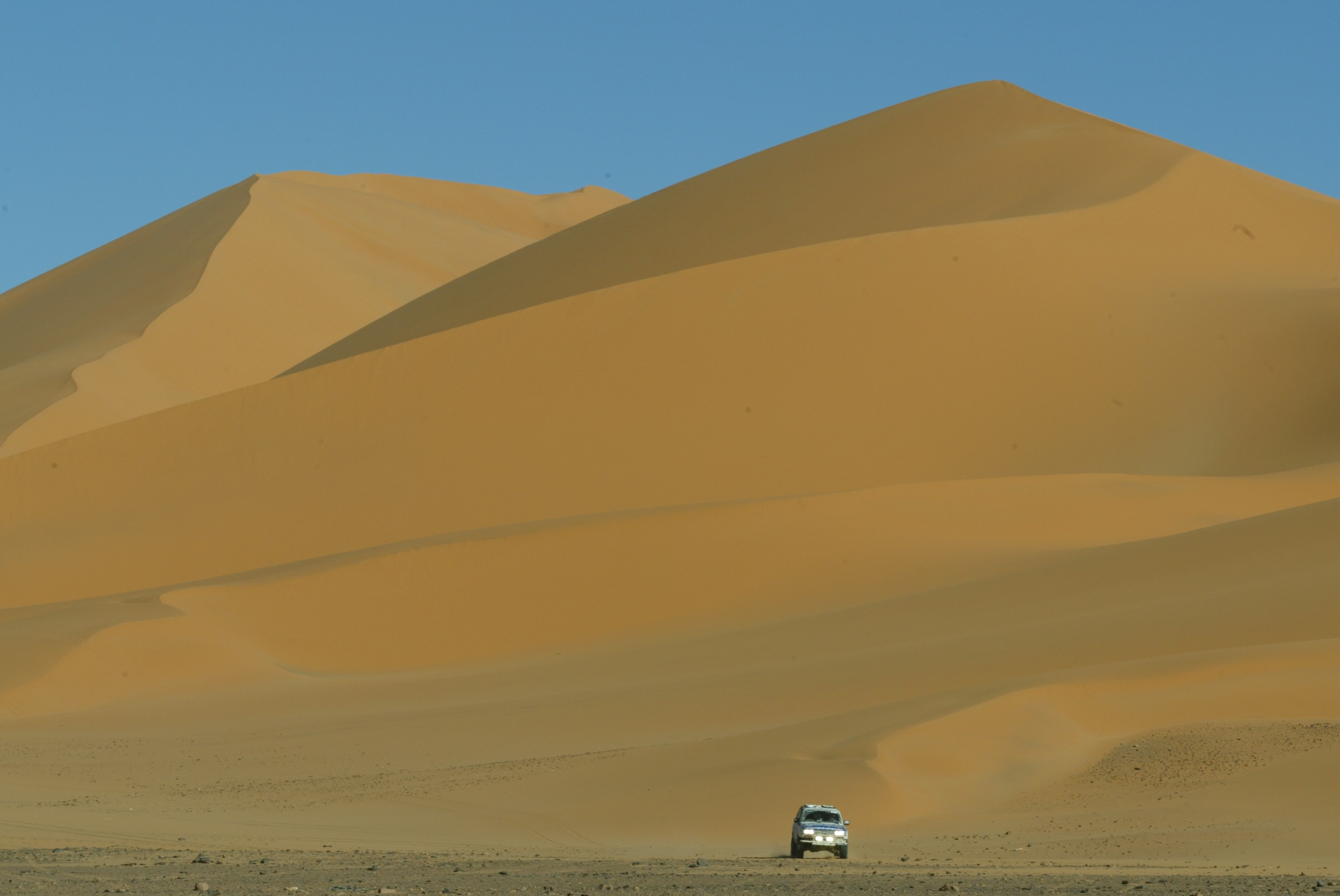
Les Dunes du rallye Dakar 2009

## Classements finaux

### Motos
| Pos. | Pilote                        | Constructeur | Temps            | Différence        |
| ---- | ----------------------------- | ------------ | ---------------- | ----------------- |
| 1    | Marc Coma (ESP)               | KTM          | 52 h 14 min 33 s | —                 |
| 2    | Cyril Despres (FRA)           | KTM          | 53 h 40 min 11 s | + 1 h 25 min 38 s |
| 3    | David Frétigné (FRA)          | Yamaha       | 53 h 53 min 29 s | + 1 h 38 min 56 s |
| 4    | David Casteu (FRA)            | KTM          | 54 h 32 min 27 s | + 2 h 17 min 54 s |
| 5    | Helder Rodrigues (POR)        | KTM          | 54 h 36 min 44 s | + 2 h 22 min 11 s |
| 6    | Pal Anders Ullevalseter (NOR) | KTM          | 54 h 39 min 35 s | + 2 h 25 min 02 s |
| 7    | Jordi Viladoms (ESP)          | KTM          | 54 h 43 min 02 s | + 2 h 28 min 29 s |
| 8    | Frans Verhoeven (NED)         | KTM          | 55 h 05 min 12 s | + 2 h 50 min 39 s |
| 9    | Henk Knuiman (NED)            | KTM          | 55 h 37 min 14 s | + 3 h 22 min 41 s |
| 10   | Paulo Gonçalves (POR)         | Honda        | 56 h 27 min 15 s | + 4 h 12 min 42 s |

### Autos
| Pos. | Pilote                    | Copilote                 | Constructeur             | Temps            | Différence         |
| ---- | ------------------------- | ------------------------ | ------------------------ | ---------------- | ------------------ |
| 1    | Giniel de Villiers (RSA)  | Dirk von Zitzewitz (GER) | Volkswagen Touareg       | 48 h 10 min 57 s | —                  |
| 2    | Mark Miller (USA)         | Ralph Pitchford (RSA)    | Volkswagen Touareg       | 48 h 19 min 56 s | + 8 min 59 s       |
| 3    | Robby Gordon (USA)        | Andy Grider (USA)        | Hummer H3                | 49 h 57 min 12 s | + 1 h 46 min 15 s  |
| 4    | Ivar Tollefsen (NOR)      | Quinn Evans (GBR)        | Nissan Navara            | 54 h 15 min 31 s | + 6 h 04 min 34 s  |
| 5    | Krzysztof Holowczyc (POL) | Jean-Marc Fortin (BEL)   | Nissan Navara            | 54 h 48 min 46 s | + 6 h 37 min 49 s  |
| 6    | Dieter Depping (GER)      | Timo Gottschalk (GER)    | Volkswagen Touareg       | 56 h 54 min 26 s | + 8 h 43 min 29 s  |
| 7    | Miroslav Zapletal (CZE)   | Tomas Ourednicek (HUN)   | Mitsubishi L200          | 59 h 14 min 05 s | + 11 h 03 min 08 s |
| 8    | Leonid Novitskiy (RUS)    | Oleg Tyupenkin (RUS)     | BMW X3 CC                | 61 h 26 min 10 s | + 13 h 15 min 13 s |
| 9    | Guerlain Chicherit (FRA)  | Mathieu Baumel (FRA)     | BMW X3 CC                | 63 h 00 min 46 s | + 14 h 49 min 49 s |
| 10   | Nani Roma (ESP)           | Lucas Cruz (ESP)         | Mitsubishi Racing Lancer | 65 h 38 min 43 s | + 17 h 27 min 46 s |

### Quads
| Pos. | Pilote                  | Constructeur       | Différence         |
| ---- | ----------------------- | ------------------ | ------------------ |
| 1    | Josef Macháček (CZE)    | Yamaha Raptor      | 68 h 22 min 06 s   |
| 2    | Marcos Patronelli (ARG) | Can-Am 800         | + 2 h 34 min 00 s  |
| 3    | Rafal Sonik (POL)       | Yamaha Raptor      | + 7 h 42 min 34 s  |
| 4    | Hubert Deltrieu (FRA)   | Polaris Outlaw 525 | + 11 h 13 min 31 s |
| 5    | Oldřich Bražina (CZE)   | Yamaha 660         | + 15 h 59 min 51 s |
| 6    | Carlos Avendaño (ESP)   | Suzuki LTR 450     | + 16 h 44 min 11 s |
| 7    | Éric Carlini (FRA)      | Polaris Outlaw 525 | + 25 h 10 min 45 s |
| 8    | Élisabeth Kraft (FRA)   | Polaris Outlaw 525 | + 26 h 12 min 39 s |
| 9    | Olivier Pottier (FRA)   | Can-Am DS 650      | + 40 h 20 min 38 s |
| 10   | José María Peña (ESP)   | Yamaha Raptor 700  | + 46 h 46 min 5 s  |

### Camions
| Pos. | Pilote                   | Copilote                                        | Constructeur | Temps            | Différence        |
| ---- | ------------------------ | ----------------------------------------------- | ------------ | ---------------- | ----------------- |
| 1    | Firdaus Kabirov (RUS)    | Aydar Belyaev (RUS) Andrey Mokeev (RUS)         | Kamaz        | 49 h 34 min 46 s | —                 |
| 2    | Vladimir Chagin (RUS)    | Sergey Savostin (RUS) Eduard Nikolaev (RUS)     | Kamaz        | 49 h 38 min 25 s | +3 min 39 s       |
| 3    | Gerard De Rooy (NED)     | Tom Colsoul (BEL) Marcel van Melis (NED)        | GINAF        | 50 h 34 min 42 s | +59 min 56 s      |
| 4    | Ilgizar Mardeev (RUS)    | Viatcheslav Mizyukaev (RUS) Ayrat Mardeev (RUS) | Kamaz        | 56 h 21 min 16 s | +6 h 46 min 30 s  |
| 5    | Franz Echter (GER)       | Detlef Ruf (GER) Artur Klein (GER)              | MAN          | 56 h 54 min 27 s | +7 h 19 min 41 s  |
| 6    | André de Azevedo (BRA)   | Maykel Justo (BRA) Jaromir Martinec (CZE)       | Tatra        | 59 h 06 min 04 s | +9 h 31 min 18 s  |
| 7    | Pep Vila (ESP)           | Moisès Torrallardona (ESP) Joaquim Busoms (ESP) | Mercedes     | 65 h 46 min 26 s | +16 h 06 min 40 s |
| 8    | Wulfert van Ginkel (NED) | Willem Tijsterman (NED) Richard De Rooy (NED)   | GINAF        | 66 h 04 min 33 s | +16 h 29 min 47 s |
| 9    | Jordi Juvanteny (ESP)    | José Luis Criado (ESP) Fina Romain (ESP)        | MAN          | 69 h 28 min 31 s | +19 h 53 min 45 s |
| 10   | Zoltan Szaller (HUN)     | Lazslo Karoly Pocsik (HUN) Tibor Csitari (HUN)  | MAN          | 70 h 01 min 47 s | +20 h 27 min 01 s |